# Juncus soranthus
Juncus soranthus är en tågväxtart som beskrevs av Alexander Gustav von Schrenk. Juncus soranthus ingår i släktet tåg, och familjen tågväxter. Inga underarter finns listade i Catalogue of Life.